# ビチ探偵の大冒険
ビチ探偵の大冒険（Inch High, Private Eye）は、ハンナ・バーベラ・プロダクションのテレビアニメ。小さな私立探偵ビチが、アシスタントのビチヨ、そして変装の達人カワールと一緒に完璧な推理で事件を解決する物語。アメリカ合衆国では1973年9月8日から12月1日までNBCで放送され、日本では1977年頃に東京12チャンネル（現・テレビ東京）のマンガのくにで放送されたことがある。

## キャラクター
日本語吹き替え版の声優は、テレビ放送版とVHS版の順。
ビチ（Inch High）
声 - レオナルド・ウェンリブ（オリジナル版）、不明（テレビ放送版）、古川登志夫（VHS版）
身長1インチの推理万能な私立探偵。
ビチヨ（Laurie）
声 - キャシー・ゴーリ（オリジナル版）、不明（テレビ放送版）、潘恵子（VHS版）
ビチのアシスタント。
カワール（Gator）
声 - ボブ・ラットレル（オリジナル版）、不明（テレビ放送版）、星野充昭（VHS版）
フィンカートン所長（Mr.Finkerton）
声 - ジョン・スティーブンソン（オリジナル版）、不明（テレビ放送版）、北村弘一（VHS版）
フィンカートン夫人（Mrs.Finkerton）
声 - ジャン・ヴァンダー・ピル（オリジナル版）、不明（テレビ放送版）、荘司美代子（VHS版）
ブレイブハート（BraveHeart）
声 - ドン・メシック（オリジナル版）、不明（テレビ放送版）、北原健次（VHS版）
- その他の吹き替え声優（VHS版）[2] - 石田美鈴（秘書役）、村松康雄（執事役）、今井洋子、玉木茂久、安倍敦、筈見純、広瀬正志、小松原有子、寺崎克己

## 各話一覧
| #  | 邦題 | 原題                               |
| -- | ---- | ---------------------------------- |
| 1  | ?    | Diamonds Are a Crook's Best Friend |
| 2  | ?    | You Oughta Be in Pictures          |
| 3  | ?    | The Smugglers                      |
| 4  | ?    | Counterfeit Story                  |
| 5  | ?    | The Mummy's Curse                  |
| 6  | ?    | The Doll Maker                     |
| 7  | ?    | Music Maestro                      |
| 8  | ?    | Dude City                          |
| 9  | ?    | High Fashion                       |
| 10 | ?    | The Cat Burglars                   |
| 11 | ?    | The World's Greatest Animals       |
| 12 | ?    | Super Flea                         |
| 13 | ?    | The Return of Spumoni              |